# Атанас Калфов
Атанас Иванов Калфов е български революционер, одрински деец на Вътрешната македоно-одринска организация.

## Биография
Роден е в 1875 година в Лозенград, тогава в Османската империя, днес Къркларели, Турция. Завършва в 1892 година със седмия випуск Солунската българска мъжка гимназия. В гимназията е съученик с Лазар Маджаров и Гоце Делчев. Работи като учител и същевременно се занимава с революционна дейност. Преподава в родния си Лозенград от 1892 до 1896 година, а след това е главен учител в Малко Търново до 1903 година. Зет е на Анагности Дяков, малкотърновски чорбаджия и прекупвач на данъци, убит в 1902 година по заповед на Михаил Герджиков. В Малко Търново от 1897 до 1902 година Калфов е председател на околийския революционен комитет.
През пролетта на 1903 година е принуден да емигрира в Княжество България и от май до избухването на Илинденско-Преображенското въстание на 20 юли е пунктов началник в Алан кайряк.
След въстанието отново учителства в Лозенград. През март 1908 година е арестуван и лежи в Одринския затвор, но скоро е освободен.